# اسکرتسو روسی (چایکوفسکی)
اسکرتسو روسی، اپوس ۱، بخشی از اولین اثر منتشر شده پیوتر ایلیچ چایکوفسکی در سال ۱۸۶۷ است، دو قطعه برای پیانو اپوس ۱.
این موسیقی بر اساس یک قطعه فولکلور روسی در سی بمل ماژور است که چایکوفسکی قبلاً در اولین تلاش خودش برای نوشتن یک کوارتت زهی از آن استفاده کرده بود.
این قطعه درابتدا کاپریچیو (به ایتالیایی "هوس") نام گذاری شد اما بعداً به "اسکرتسو روسی" تغییر یافت.